# Koyna
Koyna est une rivière en Inde qui se jette dans le fleuve Krishna. Elle mesure 130 kilomètres.